# 斎藤裕 (格闘家)
斎藤 裕（さいとう ゆたか、1987年10月8日 - ）は、日本の男性総合格闘家、YouTuber。 秋田県能代市出身。パラエストラ小岩所属。初代RIZINフェザー級王者。第10代修斗世界フェザー級王者。
2025年からは自身の経営するラーメン屋「麺ZINさいとう」の店長としての活動も格闘技と並行して行っている。

## 来歴
小学校、中学校時は野球をしていたが、15歳の頃、テレビで偶然、K-1のボブ・サップ対アーネスト・ホーストを見たりボブ・サップがバラエティ番組に出ていたのを見た事がきっかけで格闘技に興味を持ち、レンタルビデオ店に通い棚の端から端まで格闘技の商品を借りるほど格闘技に憧れを持つ。能代工業高校に進学した当初はレスリングをやりたかったが、学校に部活が無く伝統派空手部に入部した。
高校卒業後はすぐにでもプロ格闘家になりたかったが、親の希望もあり日本大学工学部に進学。大学1年にキャンパスがある福島県郡山市のパラエストラ福島で総合格闘技を始め、就職を機に上京するにあたり、パラエストラ小岩に移籍。
上京後は、建設会社で現場監督の仕事をしながらプロを目指していたが、2011年に故郷の東北で東日本大震災が起こったことをきっかけに、「自分の命があるなら後悔のない人生を生きた方がいい」と思いプロになる決意を固めた。

### 修斗
2011年11月27日、プロ修斗デビュー戦で佐々木郁矢と対戦し、3-0の判定勝ち。
2014年12月21日、修斗インフィニティリーグ2014のライト級優勝決定戦で藤田ブロディと対戦。1Rスリーパーホールドによる一本勝ちを収め、インフィニティリーグ優勝を果たした。
2015年5月3日、修斗環太平洋フェザー級タイトルマッチで中村ジュニアと対戦し、3-0の判定勝ちを収め、王座獲得に成功した。
2016年1月11日、修斗世界フェザー級王座決定戦で中村ジュニアと対戦し、3-0の判定勝ちを収め、王座獲得に成功した。
2016年9月19日、VTJ 8thで元ライト級キング・オブ・パンクラシストのISAOと対戦し、1-2(48-47、48-47、47-49)の判定負けを喫した。
2017年1月29日、修斗でマイク・グランディと対戦。テイクダウンに専念するグランディに苦戦し、0-3の判定負けを喫した。
2017年4月23日、修斗世界フェザー級タイトルマッチで挑戦者の宇野薫と対戦し、3-0の判定勝ちを収め、初防衛戦に成功した。
2018年3月25日、修斗でフィリピンのURCCフェザー級王者のドレックス・ザンボアンガと対戦し、パウンドにより3RTKO勝ちを収めた。
2018年5月13日、修斗でリオン武と対戦し、3-0の判定勝ちを収めた。
2019年5月6日、SHOOTO 30th ANNIVERSARY TOUR 30周年記念大会 第2部でアギー・サルダリと対戦し、0-2の判定負けを喫した。
2019年9月22日、SHOOTO 30th ANNIVERSARY TOUR 第7戦で元DREAMフェザー級王者の高谷裕之と対戦し、1Rに左右のフックによりKO勝ちを収めた。
2020年3月29日、PROFESSIONAL SHOOTO 2020 Vol.5の修斗世界フェザー級タイトルマッチでデュアン・ヴァンヘルフォートとの防衛戦が予定されていたが、新型コロナウイルス感染拡大の影響でヴァンヘルフォートの来日が不可能となり、挑戦者が内藤太尊に変更された。しかし、3月27日に大会の中止が発表された。

### RIZIN
2020年8月10日、RIZIN初出場となったRIZIN.23にて、12連勝中でRebel FCフェザー級王者の摩嶋一整と対戦し、2Rにタックルに来た摩嶋にサッカーボールキックを当てた後、グラウンドでのヒザ蹴りによりTKO勝ちを収めた。
RIZINフェザー級王座獲得
2020年11月21日、RIZIN.25のRIZIN初代フェザー級王座決定戦で朝倉未来と対戦｡アグレッシブに攻め続け､タックルでテイクダウンを取るなど優勢に試合を進めて3-0の判定勝ちを収め、王座獲得に成功。RIZIN初代フェザー級王者となった。
2021年3月31日、修斗世界フェザー級王座を返上した。
2021年6月13日、RIZIN.28において、約7年間無敗かつ11連勝中のヴガール・ケラモフと対戦。再三のテイクダウンを成功させるケラモフのグラウンドを凌ぎ、上下の蹴りを打ち分けて有効打で上回り、2R終盤にはフラッシュダウンを奪うなど2-1の判定勝ちを収めた。
2021年10月24日、RIZIN.31のRIZINフェザー級タイトルマッチで、挑戦者のDEEPフェザー級王者牛久絢太郎と対戦。試合は打撃、組み技共に優勢に進めるも、2Rに牛久の飛び膝蹴りを顔面に受け、右眉のカットにより出血。その直後ドクターチェックが入り、傷が深いため試合続行不可能との判断を受けて、2R4分26秒ドクターストップによるTKO負けとなり、王座から陥落した。当初、クレベル・コイケとのタイトルマッチが内定していたが、クレベルが体重が落ちないことを理由に出場を断ったため一旦は試合日程が延期となるも、その後クレベルが脚の負傷を訴えたため対戦相手が牛久に変更となっていた。また、ノンタイトル戦の予定であったが、斎藤が試合の記者会見で自ら王座を賭けることを榊原信行CEOに直訴し、タイトルマッチとなった。
王座陥落後
2021年12月31日、RIZIN.33で朝倉未来と再戦し、1Rはやや優勢であったが、2R中盤にカウンターの右フックを受けてからは劣勢となり、0-3の判定負けを喫してリベンジを許した。のちに榊原信行CEOがRIZINの公式Youtube番組で「斎藤選手は決して良いコンディションではなかったが、日本の大晦日を盛り上げるために出場してくれた」と感謝の意を述べた。
2022年4月17日、RIZIN.35のRIZINフェザー級タイトルマッチで王者の牛久絢太郎と再戦するも、2Rに左ハイキックを浴びてダウンするなど打撃の展開で劣勢となり、後半巻き返すも0-3の判定負け｡王座に返り咲くことは出来なかった。
2023年4月29日、RIZIN LANDMARK 5で平本蓮と対戦｡打撃のカウンターを狙う平本に対し何度もコンビネーションを合わせ、ケージに押し込むレスリングで主導権を握り、2-1の判定勝ちを収めた。
2023年12月31日、RIZIN.45にて、前RIZINフェザー級王者のクレベル・コイケと対戦し、3Rにダースチョークで総合格闘技キャリア初の一本負けを喫した。
2024年7月28日、超RIZIN.3で元K-1ウェルター級王者の久保優太と対戦。三日月蹴りをボディに受けて膝を付き、2RKO負けを喫した。

## 人物・エピソード
- 大の甘党で[26]、メロンパンや、有楽製菓のブラックサンダー、ルタオのチーズケーキドゥーブルフロマージュが好物[映像 1]。
- ラーメンが好きで様々な店を巡っている。2022年12月にはRIZINが六本木ヒルズアリーナで3日間開催した『RIZIN冬祭り2022』内の『ラーメンフェスティバル全麺対抗戦』で斎藤がラーメンアンバサダーに就任した[27][映像 2]。さらに、RIZIN公式ドキュメンタリー番組でも、斎藤がラーメンを熱く語るシーンが使われている[映像 3]。2024年12月には、東京の秋葉原に和牛ラーメンを中心とした自身のラーメン屋『麺ZINさいとう』をオープンした[28]。
- 親交のある大日本プロレスの"黒天使"沼澤邪鬼から総合格闘家を引退後にデスマッチに出場して欲しいとオファーを受けており、斎藤自身も「蛍光灯デスマッチをやってみたい」と発言している[26]。
- 2022年1月に行われたRIZIN.33の公式グローブオークションにおいて、斎藤が朝倉未来とのリマッチで実使用したサイン入りRIZINグローブがオークション史上最高額の910,000円で落札された[29]。その後、RIZINの団体としての人気や価値の高まりからか、RIZINファンクラブイベントやRIZN公式オークションにて100万円～2100万円で高額落札されるグローブが多数出てきたため記録は更新されたが、それまで斎藤のグローブが1位の記録を保持していた。
- 女優有村架純のファンを公言している[30]。
- 大切にしている言葉は「信念」[31]。

### RIZIN公式出演番組

#### 人物・密着動画
- 斎藤裕の密着動画『Preparation』（2021）[映像 4]
- 人物像・キャリア 深掘りトーク番組『RIZIN TALK』ゲスト：斎藤裕（出演：東海林里咲・笹原圭一）（2020） [映像 5]
- 榊原信行CEOの生放送トーク番組 ゲスト：斎藤裕（2023） [映像 6]

#### その他の公式出演番組
- RIZIN.25 会見後インタビュー（出演：朝倉未来、斎藤裕、東海林里咲、他）（2020）[映像 7]
- RIZINアンバサダーくるみが聞く、朝倉未来と斎藤裕に30の質問！（PPV購入者特典動画のshort ver.）（2020）[映像 8]
- RIZIN.25 決戦直前、朝倉未来と斎藤裕が語るそれぞれの未来（2020）[映像 9]
- RIZIN.25 フェザー級王座戴冠、試合直後バックステージ映像（2020）[映像 10]
- 得意技をラファエル軍団とRIZINガールにかけてみた（出演：斎藤裕、ラファエル、東海林里咲、澤田実架）（2020）[映像 11]
- RIZIN.39を100倍楽しむための動画（出演：斎藤裕・くるみ）（2022）[映像 12]
- RIZIN LANDMARK 4を100倍楽しむための動画（出演：斎藤裕・くるみ）（2022）[映像 13]
- RIZIN LANDMARK 5 対戦カード発表シーン 『牛久絢太郎 vs. 朝倉未来 | 斎藤裕 vs. 平本蓮』（2023）[映像 14]
- RIZIN.41直前 大会見どころ徹底解説SP （出演：斎藤裕・YA-MAN・川村那月）（2023）[映像 15]
- RIZIN.43 大会直前番組 （出演：斎藤裕・加奈）（2023）[映像 16]
- ヴガール・ケラモフ解体新書 （プレゼンター：斎藤裕）（2023）[映像 17]
- RIZIN男祭り ～男だらけの直前SP～ （出演：榊原信行、髙坂剛、斎藤裕 、扇久保博正、鈴木芳彦）（2025）[映像 18]

(※計量動画・公開練習・試合前後インタビュー・勝敗予想動画・フェイスオフ動画・プロモーション活動の一部・出演時間の短い動画は掲載せず)

## 戦績

### プロ総合格闘技
| 総合格闘技 戦績 | 総合格闘技 戦績 | 総合格闘技 戦績 | 総合格闘技 戦績 | 総合格闘技 戦績 | 総合格闘技 戦績 | 総合格闘技 戦績 |
| --------------- | --------------- | --------------- | --------------- | --------------- | --------------- | --------------- |
| 32 試合         | (T)KO           | 一本            | 判定            | その他          | 引き分け        | 無効試合        |
| 21 勝           | 5               | 2               | 14              | 0               | 2               | 0               |
| 9 敗            | 2               | 1               | 6               | 0               | 2               | 0               |

| 勝敗 | 対戦相手                 | 試合結果                                        | 大会名                                                                                      | 開催年月日     |
| ×    | 久保優太                 | 2R 4:19 KO（三日月蹴り）                        | 超RIZIN.3                                                                                   | 2024年7月28日  |
| ×    | クレベル・コイケ         | 3R 1:22 ダースチョーク                          | RIZIN.45                                                                                    | 2023年12月31日 |
| ○    | 平本蓮                   | 5分3R終了 判定2-1                               | RIZIN LANDMARK 5                                                                            | 2023年4月29日  |
| ×    | 牛久絢太郎               | 5分3R終了 判定0-3                               | RIZIN.35 【RIZINフェザー級タイトルマッチ】                                                  | 2022年4月17日  |
| ×    | 朝倉未来                 | 5分3R終了 判定0-3                               | RIZIN.33                                                                                    | 2021年12月31日 |
| ×    | 牛久絢太郎               | 2R 4:26 TKO（ドクターストップ：カットでの出血） | RIZIN.31 【RIZINフェザー級タイトルマッチ】                                                  | 2021年10月24日 |
| ○    | ヴガール・ケラモフ       | 5分3R終了 判定2-1                               | RIZIN.28                                                                                    | 2021年6月13日  |
| ○    | 朝倉未来                 | 5分3R終了 判定3-0                               | RIZIN.25 【RIZINフェザー級王座決定戦】                                                      | 2020年11月21日 |
| ○    | 摩嶋一整                 | 2R 0:24 TKO（グラウンドでの膝蹴り）             | RIZIN.23 - CALLING OVER -                                                                   | 2020年8月10日  |
| ○    | 高谷裕之                 | 1R 1:17 KO（左フック）                          | 修斗 30th ANNIVERSARY TOUR 第7戦                                                            | 2019年9月22日  |
| ×    | アギー・サルダリ         | 5分3R終了 判定1-2                               | 修斗 30th ANNIVERSARY TOUR 30周年記念大会 第2部                                             | 2019年5月6日   |
| ○    | マーカス・ヘルド         | 2R 1:40 TKO（パウンド）                         | 修斗 30th ANNIVERSARY TOUR 開幕戦                                                           | 2019年1月27日  |
| ○    | リオン武                 | 5分3R終了 判定3-0                               | プロフェッショナル修斗川崎大会                                                              | 2018年5月13日  |
| ○    | ドレックス・ザンボアンガ | 3R 4:58 TKO（パウンド）                         | プロフェッショナル修斗後楽園ホール大会                                                      | 2018年3月25日  |
| ○    | 宇野薫                   | 5分5R終了 判定3-0                               | プロフェッショナル修斗舞浜アンフィシアター大会 【修斗世界フェザー級チャンピオンシップ】     | 2017年4月23日  |
| ×    | マイク・グランディ       | 5分3R終了 判定0-3                               | プロフェッショナル修斗後楽園ホール大会                                                      | 2017年1月29日  |
| ×    | ISAO                     | 5分5R終了 判定1-2                               | VTJ 8th                                                                                     | 2016年9月19日  |
| ○    | キム・ミンジェ           | 1R 2:45 スリーパーホールド                      | プロフェッショナル修斗 FIGHT & MOSH                                                         | 2016年4月23日  |
| ○    | 中村ジュニア             | 5分5R終了 判定3-0                               | プロフェッショナル修斗 【修斗世界フェザー級王座決定戦】                                     | 2016年1月11日  |
| ○    | 中村ジュニア             | 5分3R終了 判定3-0                               | プロフェッショナル修斗 【修斗環太平洋フェザー級タイトルマッチ】                             | 2015年5月3日   |
| ○    | 藤田ブロディ             | 1R 0:36 スリーパーホールド                      | プロフェッショナル修斗 インフィニティリーグ2014優勝決定戦＆THE ROOKIE TOURNAMENT FINAL 2014 | 2014年12月21日 |
| ○    | 太田拓己                 | 5分2R終了 判定3-0                               | プロフェッショナル修斗 インフィニティリーグ2014                                             | 2014年9月27日  |
| ○    | TOMA                     | 5分2R終了 判定3-0                               | プロフェッショナル修斗新宿FACE大会                                                          | 2014年7月19日  |
| △    | 城田和秀                 | 5分2R終了 判定0-0                               | プロフェッショナル修斗 インフィニティリーグ2014                                             | 2014年3月16日  |
| ○    | 村津孝徳                 | 5分2R終了 判定3-0                               | プロフェッショナル修斗                                                                      | 2013年11月9日  |
| ○    | 独眼竜刺牙               | 5分2R終了 判定3-0                               | プロフェッショナル修斗                                                                      | 2013年9月22日  |
| ○    | 鷹島大樹                 | 5分2R終了 判定3-0                               | プロフェッショナル修斗                                                                      | 2013年6月8日   |
| △    | 河野啓太                 | 5分2R終了 判定1-0                               | プロフェッショナル修斗                                                                      | 2013年2月23日  |
| ×    | ユータ&ロック            | 5分2R終了 判定0-3                               | プロフェッショナル修斗 【新人王決定トーナメント 準決勝】                                    | 2012年9月30日  |
| ○    | 地浜敏郎                 | 5分2R終了 判定3-0                               | プロフェッショナル修斗 【新人王決定トーナメント 2回戦】                                     | 2012年6月30日  |
| ○    | 吉田真也                 | 2R 3:45 KO（パンチ）                            | プロフェッショナル修斗 【新人王決定トーナメント 1回戦】                                     | 2012年1月21日  |
| ○    | 佐々木郁矢               | 5分2R終了 判定3-0                               | プロフェッショナル修斗                                                                      | 2011年11月27日 |

### アマチュア総合格闘技
| 勝敗 | 対戦相手 | 試合結果                | 大会名                                                                | 開催年月日     |
| ×    | 渡辺智史 | 4分1R終了 ポイント20-21 | 第17回全日本アマチュア修斗選手権大会 【トーナメント 準決勝】          | 2010年9月5日   |
| ○    | 山本賢治 | 4分1R終了 ポイント20-19 | 第17回全日本アマチュア修斗選手権大会 【トーナメント 2回戦】           | 2010年9月5日   |
| ○    | 林崎俊介 | 1R 0:32 KO              | 第17回全日本アマチュア修斗選手権大会 【トーナメント 1回戦】           | 2010年9月5日   |
| ○    | 山本賢治 | 3分2R終了 ポイント42-33 | 第1回埼玉アマチュア修斗オープントーナメント 【トーナメント 決勝】     | 2010年2月28日  |
| ○    | 鍵山士門 | 4分1R終了 ポイント24-16 | 第1回埼玉アマチュア修斗オープントーナメント 【トーナメント 準決勝】   | 2010年2月28日  |
| ○    | 五月女健 | 1R 3:08 TKO（3ダウン）  | 第1回埼玉アマチュア修斗オープントーナメント 【トーナメント 1回戦】    | 2010年2月28日  |
| ○    | 地浜敏郎 | 3分2R終了 ポイント45-38 | 第6回東日本アマチュア修斗オープントーナメント 【トーナメント 決勝】   | 2009年12月20日 |
| ○    | 高橋孝徳 | 4分1R終了 ポイント28-19 | 第6回東日本アマチュア修斗オープントーナメント 【トーナメント 準決勝】 | 2009年12月20日 |
| ○    | 岡田秀人 | 4分1R終了 ポイント20-18 | 第6回東日本アマチュア修斗オープントーナメント 【トーナメント 2回戦】  | 2009年12月20日 |
| ○    | 吉武貴史 | 4分1R終了 ポイント26-18 | 第6回東日本アマチュア修斗オープントーナメント 【トーナメント 1回戦】  | 2009年12月20日 |

### グラップリング
| 勝敗 | 対戦相手 | 試合結果           | 大会名                         | 開催年月日     |
| ×    | 中村大介 | 1R 5:18 膝十字固め | QUINTET FIGHT NIGHT 4 in AKITA | 2019年11月30日 |

## 獲得タイトル
- インフィニティリーグ ライト級 優勝（2014年）
- 第7代修斗環太平洋フェザー級王座（2015年）
- 第10代修斗世界フェザー級王座（2016年）
- 初代RIZINフェザー級王座（2020年）

### 試合映像
1. ↑  『【試合映像】斎藤裕 vs. 摩嶋一整 / Yutaka Saito vs. Kazumasa Majima - RIZIN.23』2020年。
2. ↑  『【試合映像】朝倉未来 vs. 斎藤裕 / Mikuru Asakura vs. Yutaka Saito - RIZIN.25』2020年。
3. ↑  『【試合映像】斎藤裕 vs. ヴガール・ケラモフ / Yutaka Saito vs. Vugar Karamov - RIZIN.28』2021年。
4. ↑  『【試合映像】斎藤裕 vs. 牛久絢太郎 / Yutaka Saito vs. Juntaro Ushiku - RIZIN.31』2021年。
5. ↑  『【試合映像】斎藤裕 vs. 朝倉未来 2 / Yutaka Saito vs. Mikuru Asakura 2 - RIZIN.33』2021年。
6. ↑  『【VR試合映像】斎藤裕 vs. 朝倉未来 2 / Yutaka Saito vs. Mikuru Asakura 2 - RIZIN.33 ✳︎VRゴーグル視聴推奨✳︎』2021年。
7. ↑  『【試合映像】牛久絢太郎 vs. 斎藤裕 2 / Juntaro Ushiku vs. Yutaka Saito 2 - RIZIN.35』2022年。
8. ↑  『【試合映像】斎藤裕 vs. 平本蓮 / Yutaka Saito vs. Ren Hiramoto - RIZIN LANDMARK 5』2023年。
9. ↑  『【試合映像】斎藤裕 vs. 久保優太 / Yutaka Saito vs. Yuta Kubo - 超RIZIN.3』RIZIN公式YouTubeチャンネル、2024年。

### 補足映像
1. ↑  『【番組】RIZIN CONFESSIONS #58（※試合映像＆斎藤裕 vs摩嶋一整のバックステージなど、試合振り返りドキュメンタリー番組）』2020年。
2. ↑  『【番組】RIZIN CONFESSIONS #59（※試合映像＆斎藤裕と朝倉未来による試合振り返りドキュメンタリー番組）』2020年。
3. ↑  『【番組】RIZIN CONFESSIONS #74（※試合映像＆斎藤裕とウガール・ケラモフによる試合振り返りドキュメンタリー番組）』2021年。
4. ↑  『【番組】RIZIN CONFESSIONS #84（※試合映像＆斎藤裕と牛久絢太郎のバックステージ、試合振り返りドキュメンタリー番組）』2021年。
5. ↑  『【番組】RIZIN CONFESSIONS #91（※試合映像＆斎藤裕と朝倉未来による試合振り返りドキュメンタリー番組）』2021年。
6. ↑  『【番組】RIZIN CONFESSIONS #99（※試合映像＆斎藤裕と牛久絢太郎による試合振り返りドキュメンタリー番組）』2022年。
7. ↑  『【番組】RIZIN CONFESSIONS #122（※試合映像＆斎藤裕と平本蓮による試合振り返りドキュメンタリー番組）』2023年。
8. ↑  『【番組】RIZIN CONFESSIONS #142（※番組内で試合映像。斎藤裕とクレベル・コイケによる試合振り返りドキュメンタリー番組）』RIZIN公式YouTubeチャンネル、2023年。
9. ↑  『【番組】RIZIN CONFESSIONS #157（※番組内で試合映像＆斎藤裕と久保優太による試合振り返りドキュメンタリー番組）』RIZIN公式YouTubeチャンネル、2024年。

### 映像資料
1. ↑  日本一美味いルタオチーズケーキを食べる#一緒に応援しよう【お取り寄せ】. YouTube (斎藤裕のYouTubeチャンネル). 6 December 2020.
2. ↑  『斎藤裕コラボラーメン販売決定！RIZIN冬祭り2022~全麺対抗戦~』RIZIN公式YouTubeチャンネル、2022年。
3. ↑  『【番組】RIZIN CONFESSIONS #137（※斎藤裕パートは13分56秒から）』RIZIN公式YouTubeチャンネル、2023年。
4. ↑  『【密着】Preparation | 斎藤裕 / Yutaka Saito - RIZIN.31』2021年。
5. ↑  『【RIZINトーク】第2弾！ゲストは初代RIZINフェザー級チャンピオン斎藤裕！激戦の全てをお聞きしました！』2020年。
6. ↑  『榊󠄀原社長に呼び出されました 2023 → ゲスト：斎藤裕』2023年。
7. ↑  『RIZIN.25 記者会見の裏側で語られる思いとは！？』RIZIN公式YouTubeチャンネル、2020年。
8. ↑  『【斎藤裕＆朝倉未来】RIZINアンバサダーくるみが聞く30の質問！( Short ver. )』RIZIN公式YouTubeチャンネル、2021年。
9. ↑  『朝倉未来と斎藤裕が語るそれぞれの未来。初代フェザー級チャンピオンになるのは果たして！？』RIZIN公式YouTubeチャンネル、2020年。
10. ↑  『【RIZIN.25の激闘終わる！！】試合直後を捉えた貴重映像を是非ご覧ください。』RIZIN公式YouTubeチャンネル、2020年。
11. ↑  『【RIZIN王者】斎藤裕が得意な技をラファエル軍団＆RIZINガールにかけてみたらどうなる？』RIZIN公式YouTubeチャンネル、2020年。
12. ↑  『湘南美容クリニック presents RIZIN.39を100倍楽しむための動画【with 斎藤裕】』RIZIN公式YouTubeチャンネル、2022年。
13. ↑  『RIZIN LANDMARK 4 in NAGOYAを100倍楽しむための動画【with 斎藤裕】』RIZIN公式YouTubeチャンネル、2022年。
14. ↑  『【カード発表】 牛久絢太郎 vs. 朝倉未来 | 斎藤裕 vs. 平本蓮 / RIZIN LANDMARK 5 in YOYOGI』RIZIN オフィシャルサイト、2023年。
15. ↑  『試合直前！RIZIN.41の見どころを徹底紹介！ゲスト：斎藤裕＆YA-MAN』RIZIN公式YouTubeチャンネル、2023年。
16. ↑  『RIZIN.43 大会直前番組 ゲスト：斎藤裕』RIZIN オフィシャルサイト、2023年。
17. ↑  『ヴガール・ケラモフ解体新書 - プレゼンター斎藤裕』RIZIN公式YouTubeチャンネル、2023年。
18. ↑  『RIZIN男祭り ～男だらけの直前SP～ 出演：榊原CEO、髙坂剛、扇久保博正、斎藤裕 / MC鈴木アナ』RIZIN公式YouTubeチャンネル、2025年。